# Дамян Тенев
Дамян Владимиров Тенев е български театрален актьор и режисьор, роден в град Бургас.

## Биография
Дамян Тенев е роден през 1987 година в Бургас. Израства в град Поморие.
Учи във френската гимназия „Г. С. Раковски“ в Бургас (2001 – 2006). Посещава театрална школа при Стоян Памуков и Симеон Димитров.
През 2007 г. е приет в НАТФИЗ „Кръстьо Сарафов“ в класа на проф. Красимир Спасов, с асистент Николай Ламбрев Михайловски; през 2011 г. завършва образованието си по актьорско майсторство за драматичен театър; в периода 2014 – 2016 завършва магистърска степен режисура в сценичните изкуства при проф. Красимир Спасов.
Дебютът му на професионална сцена като режисьор е с представлението „Оркестър Титаник“ от Христо Бойчев в ДКТ „Иван Димов“ – Хасково, за което получава номинация „Икар“ за дебют.
Като режисьор е работил в ДТ „Стоян Бъчваров“ – Варна, Драматичен театър Ловеч, ДТ „Никола Вапцаров“ – Благоевград и други.
А като актьор е играл на сцените на ДКТ „Иван Димов“ – Хасково, ДТ „Н. О. Масалитинов“ – Пловдив, Народен театър „Иван Вазов“ и други.

### Работа като режисьор
- 2025 - "Швейк през третата световна война" по Ярослав Хашек (ДТ "Гео Милев", Стара Загора)
- 2024 - "Любовта като стока" по "Добрият човек от Сечуан" от Бертолт Брехт (ДТ "Гео Милев", Стара Загора)
- 2023 – „Болница накрай света“ от Христо Бойчев (ДКТ „Васил Друмев“, Шумен)
- 2023 – „Седемте стола“ по романа „Дванадесетте стола“ от Иля Илф и Евгений Петров (ДТ Ловеч)
- 2022 – „Мухите“ от Ж. П. Сартър (ДКТ „Васил Друмев“, Шумен)
- 2022 – „Суматоха“ от Йордан Радичков (ДТ „Гео Милев“, Стара Загора)[1]
- 2022 – „Престъпление и наказание“ по Ф. М. Достоевски (ДКТ Враца)[2]
- 2022 – „Наречен Господин“ от Филип Льоле (Регионален център за съвременни изкуства „Топлоцентрала“, София)
- 2021 – „Двайсет хиляди страници“ от Лукас Берфус (ДКТ Враца)[3]
- 2021 – „Посещението на старата дама“ от Фридрих Дюренмат (НАТФИЗ „Кр. Сарафов“, клас проф. Пламен Марков)[4]
- 2020 – „Тартюф“ от Молиер (ДТ „Никола Вапцаров“, Благоевград)[5]
- 2020 – „Януари“ от Йордан Радичков (ДКТ „Иван Димов“, Хасково)[6]
- 2019 – „Финалната обиколка на маратонците“ от Душан Ковачевич (ДТ „Стоян Бъчваров“, Варна)
- 2018 – „Космически съобщения“ от Волфрам Лоц (ДТ Ловеч)[7]
- 2018 – „Полковникът птица“ от Христо Бойчев (ДТ „Гео Милев“, Стара Загора)[8]
- 2018 – „GAME OVER“ по „Краят на играта“ от Самюел Бекет (ДТ „Адриана Будевска“, Бургас)[9]
- 2017 – „Една торба барут“ по текстове от Йордан Йовков (ДТ „Стефан Киров“, Сливен)[10]
- 2016 – „Оркестър Титаник“ от Христо Бойчев (ДКТ „Иван Димов“, Хасково)[11]
- 2015 – „Кухненският асансьор“ от Харолд Пинтър (Арт пространстово „Фабрика“)

### Работа като актьор
- 2021 – „Духът на Гогол“ по текстове от Н. В. Гогол, реж. Биляна Петрова (ДТ Ловеч)
- 2020 – „Трета класа“ авторски спектакъл на Валентин Танев, вдъхновен от филма „Гара за двама“ (ДКТ „Иван Димов“, Хасково)
- 2018 – „Game over“ по „Краят на играта“ от С. Бекет, реж. Дамян Тенев (ДТ „Адриана Будевска“, Бургас)
- 2015 – „Синята птица“ от М. Метерлинк, реж. Мариус Куркински (НТ „Иван Вазов“, София)
- 2014 – „Безумна нощ“ от Рей Куни, реж. Валентин Танев (ДКТ „Иван Димов“, Хасково)
- 2014 – „Евридика в подземния свят“ от Сара Рул, реж. Стайко Мурджев (ДТ „Н. О. Масалитинов“, Пловдив)
- 2014 – „Разбиване“ от Нийл Лаблют, реж. Стайко Мурджев (ДКТ „Иван Димов“, Хасково / Театър 199, София)
- 2013 – „Всичко ни е наред“ от Дорота Масловска, реж. Десислава Шпатова (НТ „Иван Вазов“, София)
- 2013 – „Дисни Трилър“ от Филип Ридли, реж. Стайко Мурджев (ДТ „Н. О. Масалитинов“, Пловдив)
- 2013 – „Остани за закуска“ от Рей Куни, реж. Валентин Танев (ДКТ „Иван Димов“, Хасково)
- 2013 – „Фризьорката“ от Сергей Медведев, реж. Иван Савов (ДКТ „Иван Димов“, Хасково)
- 2012 – „Севилският бръснар“ по Бомарше и Чезаре Стербини, реж. Юрий Дачев (ДКТ „Иван Димов“, Хасково)
- 2012 – „Крал Лир“ от Уилям Шекспир, реж. Стайко Мурджев (ДТ „Н. О. Масалитинов“, Пловдив)
- 2012 – „Анархия в Бавария“ от Р. В. Фасбиндер, реж. Лилия Абаджиева (ДКТ „Иван Димов“, Хасково)
- 2011 – „Живял човек“ от В. Шукшин, реж. Петринел Гочев (ДКТ „Иван Димов“, Хасково)
- 2011 – „Женитба“ от Гогол, реж. Иван Савов (ДКТ „Иван Димов“, Хасково)
- 2010 – „Битие 2“ от Иван Вирипаев, реж. Николай Ламбрев-Михайловски (Театрална работилница СФУМАТО, София)
- 2010 – „Роберто Зуко“ от Бернар-Мари Колтес, реж. Николай Ламбрев-Михайловски (НАТФИЗ, София)
- 2010 – „Хамлет“ от Уилям Шекспир, реж. Красимир Спасов (НАТФИЗ, София)

## Номинации и награди
- 2025 - Номинация "Златен Кукерикон" в категория "Режисура" за "Любовта като стока", ДТ "Гео Милев", Стара Загора
- 2023 – Награда за режисура за спектакъла „Седемте стола“ по романа „Дванадесетте стола“ от Иля Илф и Евгений Петров на Международния театрален фестивал „Дни на комедия“ – Куманово, РСМ.
- 2022 – Награда за най-добро представление на ХХХ-я Международен фестивал на камерния театър „Ристо Шишков“ е присъдена на Врачански Театър, за спектакъла „Престъпление и наказание“ на режисьора Дамян Тенев
- 2020 – Номинация за наградата за млад театрален режисьор „Слави Шкаров“, за „Януари“ от Йордан Радичков[12]
- 2018 – Награда за режисура на фестивала „Друмеви театрални празници – Нова българска драма“ в Шумен, за спектакъла „Една торба барут“ от Йордан Йовков[13]
- 2017 – Номинация „Икар“ за дебют за режисурата на „Оркестър Титаник“ от Христо Бойчев[14]
- 2015 – Номинация „Аскеер“ за изгряваща звезда, за ролята на Джон в „Разбиване“, реж. Стайко Мурджев, ДКТ „Иван Димов“ / Театър 199[15]
- 2013 – Номинация „Икар“ за поддържаща мъжка роля, за ролята на Едмън в „Крал Лир“, реж. Стайко Мурджев, ДТ „Н. О. Масалитинов“, Пловдив[16]